# Romanengo
Romanengo (lombardul: Rumanénch) település Olaszországban, Lombardia régióban, Cremona megyében. Lakosainak száma 3218 fő (2023. január 1.). Romanengo Casaletto di Sopra, Izano, Offanengo, Salvirola és Ticengo községekkel határos.

## Népesség
A település lakossága az elmúlt években az alábbi módon változott:
| Lakosok száma | 3121 | 3071 | 3110 | 3218 |
|               | 2013 | 2017 | 2018 | 2023 |